# Erupción del volcán Chaitén de 2008
La erupción del volcán Chaitén de 2008 fue una erupción volcánica ocurrida en Chile, que comenzó cerca de las 23:38 hora local (UTC-4 en aquel entonces) del 1 de mayo de 2008. El daño colateral del evento (principalmente la generación de lahares y el posterior desbordamiento de los cursos de agua cercanos) destruyó casi por completo la ciudad de Chaitén.
Con un índice de explosividad volcánica de 5, fue el evento eruptivo más violento registrad en el país desde la erupción del volcán Quizapú de 1932.
A raíz de la erupción, el Servicio Nacional de Geología y Minería (Sernageomin) creó la Red Nacional de Vigilancia Volcánica, y se fortaleció la Oficina Nacional de Emergencia del Ministerio del Interior (Onemi) para coordinar el monitoreo permanente de sismos y volcanes.

## Volcán

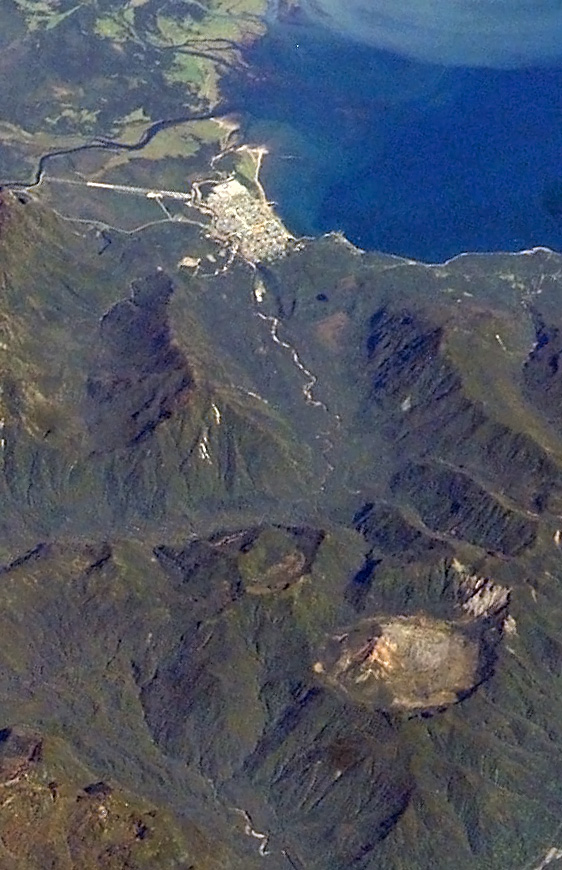
Imagen aérea del volcán Chaitén. De fondo, la ciudad homónima.

El volcán Chaitén es una caldera volcánica ubicada a 10,5 kilómetros al nornoreste de la ciudad de Chaitén, capital de la provincia de Palena, en la región de Los Lagos, y a 18 kilómetros al oeste de la cumbre del volcán Michinmahuida, por donde cruza la traza principal de la falla Liquiñe-Ofqui, una falla geológica de escala continental con 1200 kilómetros de longitud. Pertenece a la zona sur del cinturón volcánico de los Andes.
Se trata de un volcán pequeño, que consiste en una depresión con forma de caldera, en el interior de la cual se ubica un domo de cuatro kilómetros cuadrados, de composición rica en sílice. Además, alrededor del domo principal, se han identificado dos estructuras volcánicas menores (con dimensiones inferiores a un kilómetro), una hacia el sur y otra hacia el oeste.
Es considerado por el Sernageomin como el cuarto volcán más peligroso del país.
El volcán Chaitén no habría tenido erupciones históricas registradas con precisión. Antecedentes históricos indicarían erupciones en los años 1742 y 1835, lo cual no ha sido debidamente confirmado. Diversos estudios geológicos señalan una erupción explosiva con generación de importantes flujos piroclásticos dirigidos hacia el norte, hace nueve mil años. Lo anterior, aunque con escasos antecedentes, lo clasifica como un volcán activo.

## Erupción

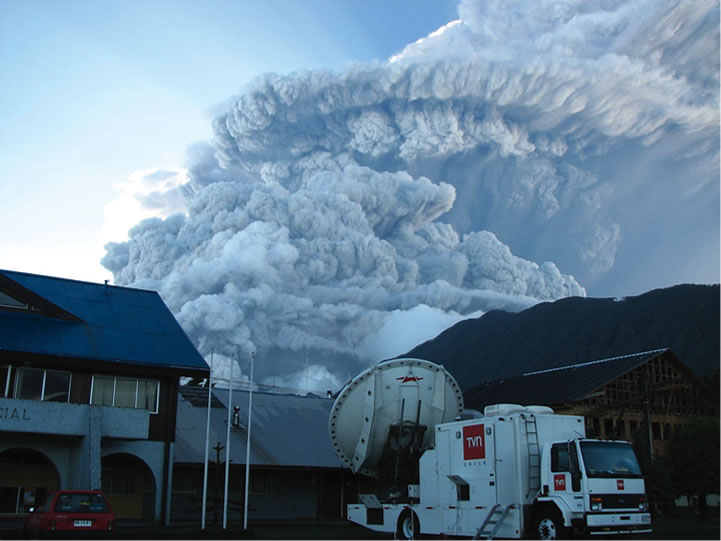
Columna eruptiva del 2 de mayo de 2008, horas después de iniciada la erupción.

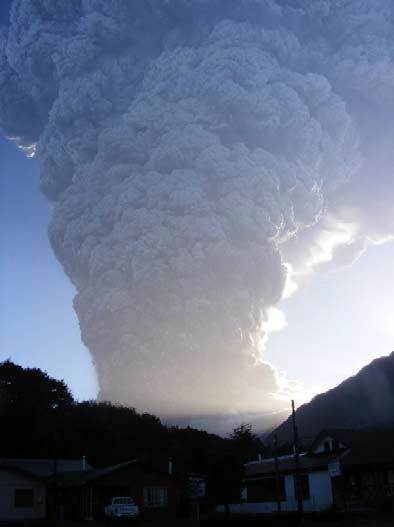
La imponente columna de cenizas del 6 de mayo de 2008, que alcanzó 30 km de altura.

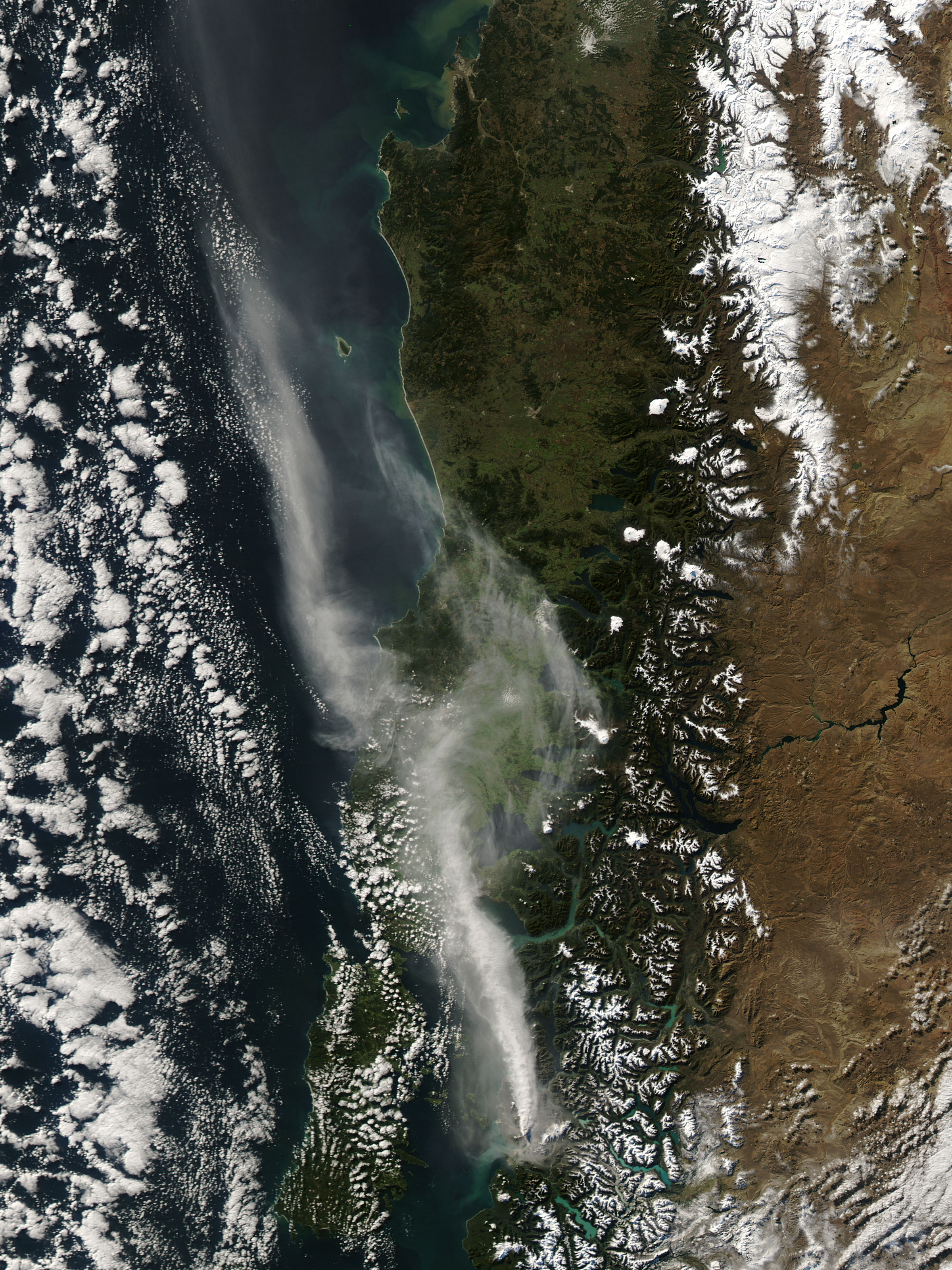
Desde el 26 de mayo de 2008, la pluma de cenizas se dispersó hacia el norte. Imagen capturada por el satélite Aqua el 28 de mayo del mismo año.

A partir de las 20:56 hora local del 30 de abril de 2008, se inició un enjambre sísmico de magnitud importante en las inmediaciones del volcán, el que fue percibido por la población de las comunas de Chaitén, Futaleufú y Palena.
La sucesión de sismos fue coronada por el inicio de una violenta y repentina erupción aproximadamente a las 23:38 hora local del 1 de mayo de 2008, la cual, por las condiciones de oscuridad, fue inicialmente atribuida al volcán Michinmahuida. La actividad eruptiva se concentró en el flanco norte del domo, en tanto que la emisión de material se localizó en el flanco noroeste, mediante un cráter de explosión de aproximadamente 200 metros de diámetro.
La columna eruptiva, conformada por sucesivas explosiones con emisión de cenizas y gases, alcanzó cerca de 20 kilómetros de altura sobre la cumbre del domo. La emisión de material volcánico, de una coloración blanquecina a gris claro, se dispersó con cierta preferencia hacia el sur y sureste.
A las 08:20 hora local del 6 de mayo de 2008, el ciclo eruptivo recrudeció con explosiones vigorosas y rítmicas de mayor energía, sosteniendo una columna eruptiva más ancha y en expansión lateral de unos 30 kilómetros de altura en su fase inicial. Se verificó que los dos cráteres de explosión ubicados en el flanco norte del domo, se unieron en uno solo con un diámetro aproximado de 800 metros.
El 7 de mayo de 2008, a las 23:35 hora local, un nuevo pulso eruptivo se presentó en el Chaitén, descrito como una «llamarada» por suboficiales de Carabineros de Chile, y acompañado por fuertes descargas eléctricas que duraron hasta la medianoche.
El 21 de mayo de 2008, desde el flanco norte del volcán pudo observarse un notable domo nuevo, formado por lava viscosa de lenta acumulación. Sobrepasó ligeramente la cima de su antecesor, y desarrolló un cráter de unos 200 metros de diámetro.
En los meses siguientes, el constante crecimiento del nuevo domo provocó incrementos ocasionales en la actividad eruptiva del volcán, asociados principalmente a explosiones freáticas y freatomagmáticas. El 30 de octubre de 2008 se pudo apreciar la construcción de un domo aún más joven, sobre aquel que comenzó a formarse en mayo.
Alrededor de las 11:00 hora local del 19 de febrero de 2009, se generó una gran explosión en el flanco sur del Chaitén, a causa de un importante colapso parcial de los domos, formando un escarpe o cicatriz que siguió desmoronándose en las semanas venideras. Pobladores de la zona aseguraron que la consecuente columna de cenizas alcanzó entre 15 y 20 kilómetros de altura. Además, se registraron flujos piroclásticos que avanzaron por cuatro a cinco kilómetros por el valle del río Blanco.

## Consecuencias

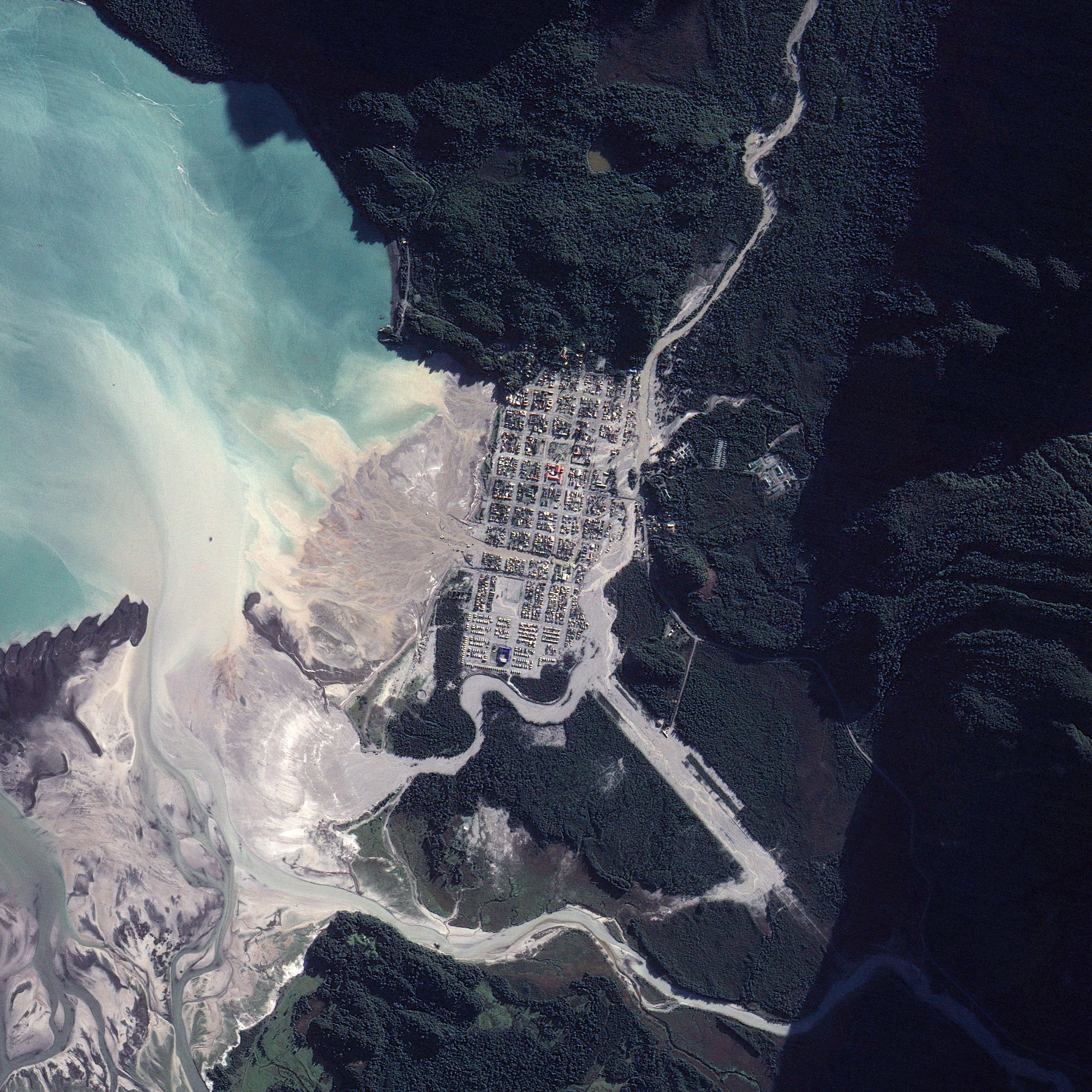
Imagen satelital de Chaitén, capturada por Formosat-2 el 26 de mayo de 2008.

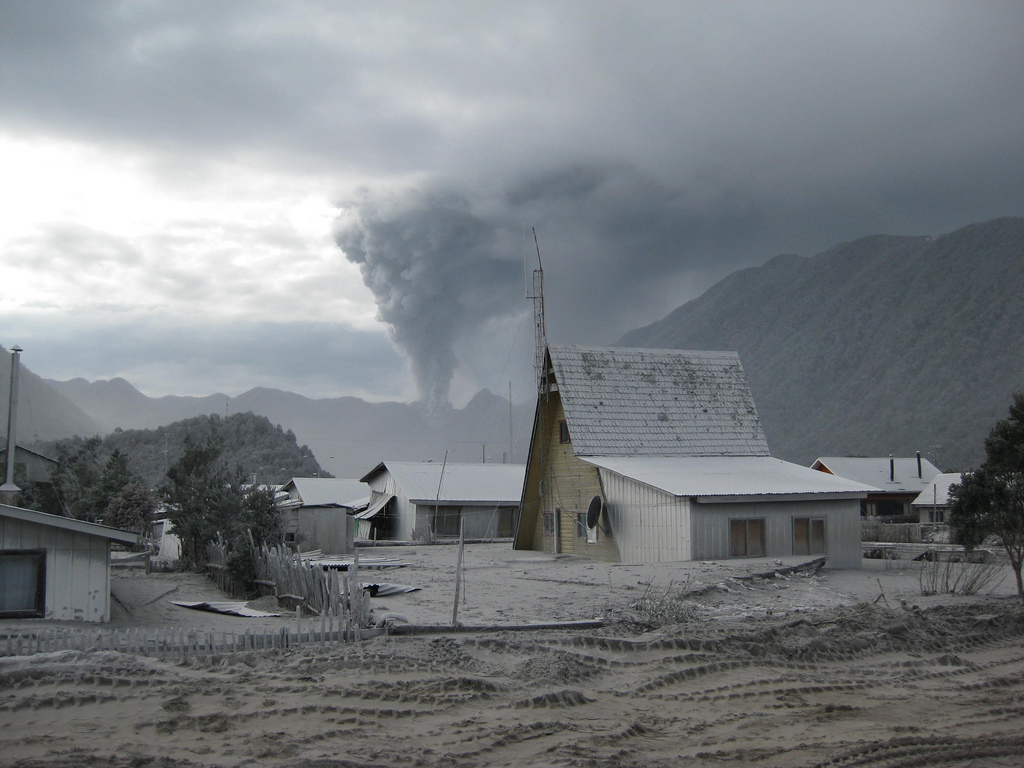
Chaitén cubierta completamente de ceniza y lodo volcánico. De fondo, el volcán en erupción.

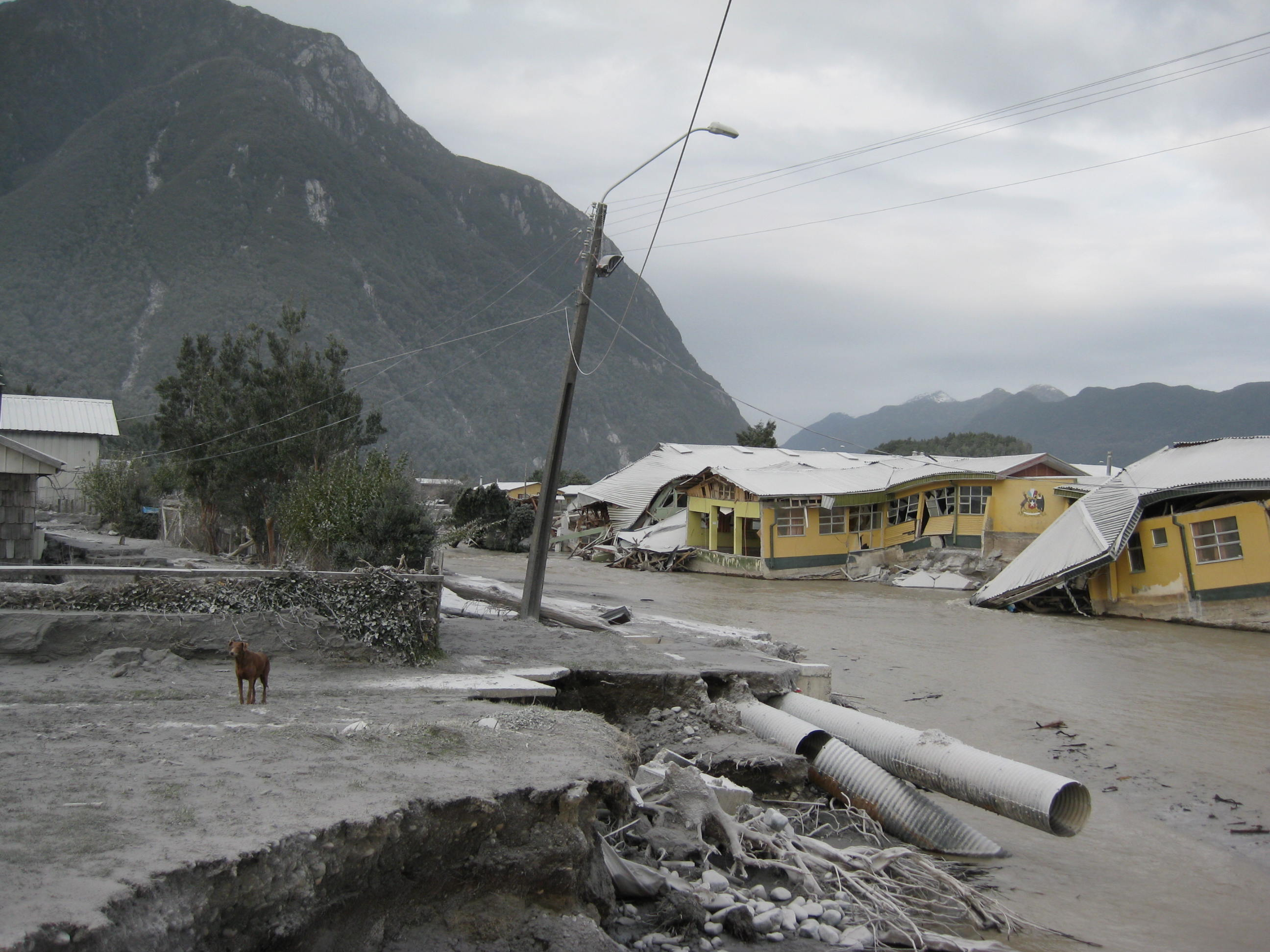
Liceo Italia de Chaitén destruido por el desborde del río Blanco.

Una vez iniciada la erupción, Sernageomin estableció alerta volcánica roja, y activó la preparación de equipamiento para monitoreo sísmico y la movilización de personal del Observatorio Vulcanológico de los Andes del Sur, desde Temuco a Chaitén. El organismo técnico sugirió una zona de exclusión total en un radio de 30 kilómetros en torno al macizo.
En tanto, a las 02:00 hora local del 2 de mayo de 2008, las autoridades regionales de la Onemi decretaron alerta roja administrativa e iniciaron la evacuación de los sectores más afectados por las cenizas. En 24 horas, más de cuatro mil personas fueron evacuadas exitosamente desde las zonas de riesgo.
La lluvia de cenizas permaneció prácticamente todo el día 2 de mayo y cubrió Chaitén totalmente, donde el depósito no sobrepasaba los cinco milímetros de espesor, mientras que hacia el sector sureste, en las áreas de Termas del Amarillo y hacia Palena y Futaleufú, alcanzaba más de 20 centímetros. Hacia el norte, la caída de material particulado fue muy limitada, a tan sólo cinco a seis kilómetros de distancia del centro de emisión, aunque cubriendo en buena proporción la vegetación del sector.
El material volcánico también llegó a territorio argentino. La primera provincia en verse envuelta en cenizas fue Chubut, lo que obligó a la suspensión de clases en las localidades cordilleranas. Una de las ciudades más afectadas fue Esquel. Le siguieron las provincias de Río Negro, Neuquén, La Pampa, Mendoza, Buenos Aires e incluso la capital federal.
La aeronavegación del vecino país también se vio afectada. El 9 de mayo de 2008, las aerolíneas American Airlines y United Airlines suspendieron seis vuelos (cuatro y dos, respectivamente) desde y hacia Estados Unidos. En Uruguay, American también interrumpió su vuelo Montevideo-Miami, en tanto que la local PLUNA hizo lo propio con dos vuelos desde la capital uruguaya a la argentina. Los problemas de visibilidad continuaron el 12 de mayo de 2008, por lo que quince vuelos nacionales hacia el sur argentino fueron suspendidos.
Las aguas de los principales cauces provenientes del macizo, como los ríos Blanco y Rayas, cambiaron su color a blanquecino, por el contenido importante de sólidos en suspensión. El último transportaba incluso fragmentos de pómez vítreos de hasta cuatro centímetros de tamaño, los que también cubrían gran parte del lago Blanco.
A las 09:00 hora local del 6 de mayo de 2008, y tras el nuevo y violento pulso eruptivo, la gobernación provincial de Palena ordenó la evacuación total de Chaitén, y de hasta 50 kilómetros alrededor del volcán. Preventivamente, personal de Sernageomin inició la vigilancia a distancia con ayuda del buque Aquiles de la Armada de Chile.
En total, 5707 personas fueron evacuadas en la comuna de Chaitén, 2093 en Futaleufú y 319 en Palena, las que fueron albergadas, en su mayoría, en las comunas de Puerto Montt, Castro y Osorno, en la región de Los Lagos, y en Cisnes y Lago Verde, en la región de Aysén. Se lamentó sólo una víctima fatal, una mujer de 92 años que falleció por causas naturales en medio de las evacuaciones.
Personal del parque Pumalín informó un incremento de hasta 10 °C en la temperatura de las aguas del río Rayas, sugiriendo el descenso de pequeños flujos piroclásticos hacia el este del volcán Chaitén. Por otro lado, el flanco norte de la caldera y hasta la Carretera Austral, mostraba aproximadamente 2500 hectáreas de bosque nativo quemadas por material incandescente y explosiones laterales.
El 10 de mayo de 2008, se confirmó el desborde del río Blanco debido al acarreo de importantes volúmenes de cenizas y pómez (y, en consecuencia, la generación de lahares). Inicialmente, alrededor de 40 viviendas y numerosos vehículos fueron afectados por la crecida en la ciudad de Chaitén. Con el correr de los días, la acumulación de lodo volcánico en el puente de la ciudad ejerció como dique, agravando sustancialmente la inundación.
Los sedimentos cubrieron el 95% de la ciudad y numerosas viviendas fueron arrastradas hacia la costa. La evacuación total y la destrucción imperante transformaron a Chaitén en un pueblo fantasma.

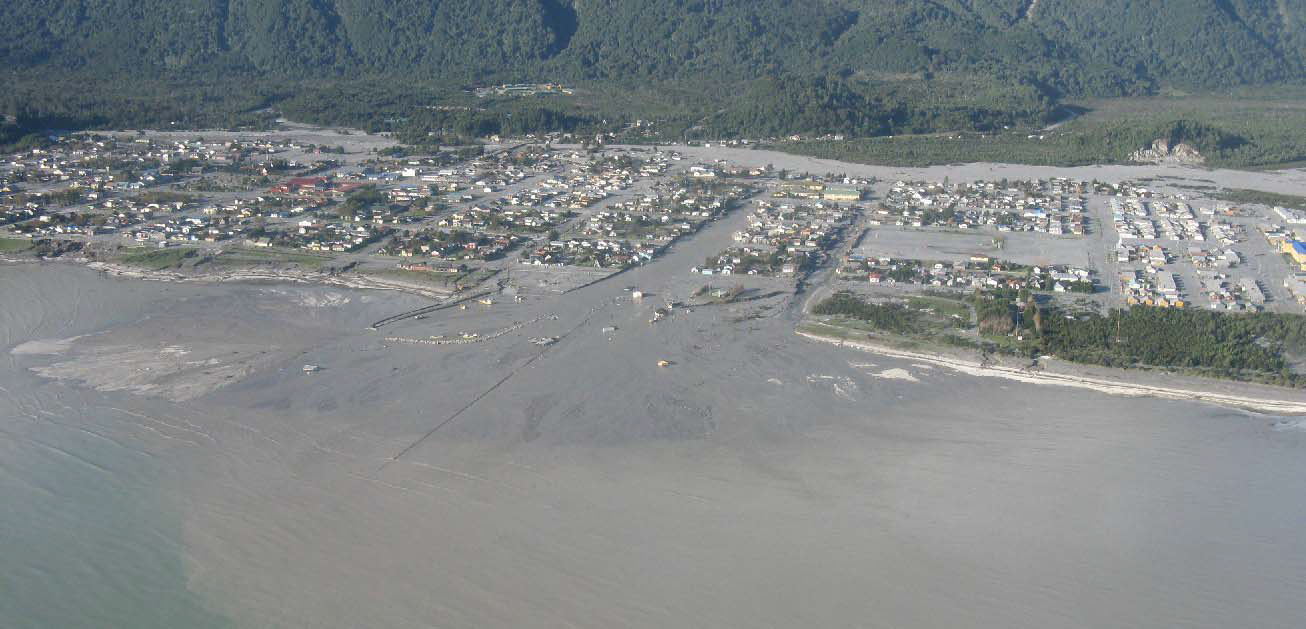
Vista general de Chaitén, azotada por la inundación del río Blanco, el 27 de mayo de 2008.

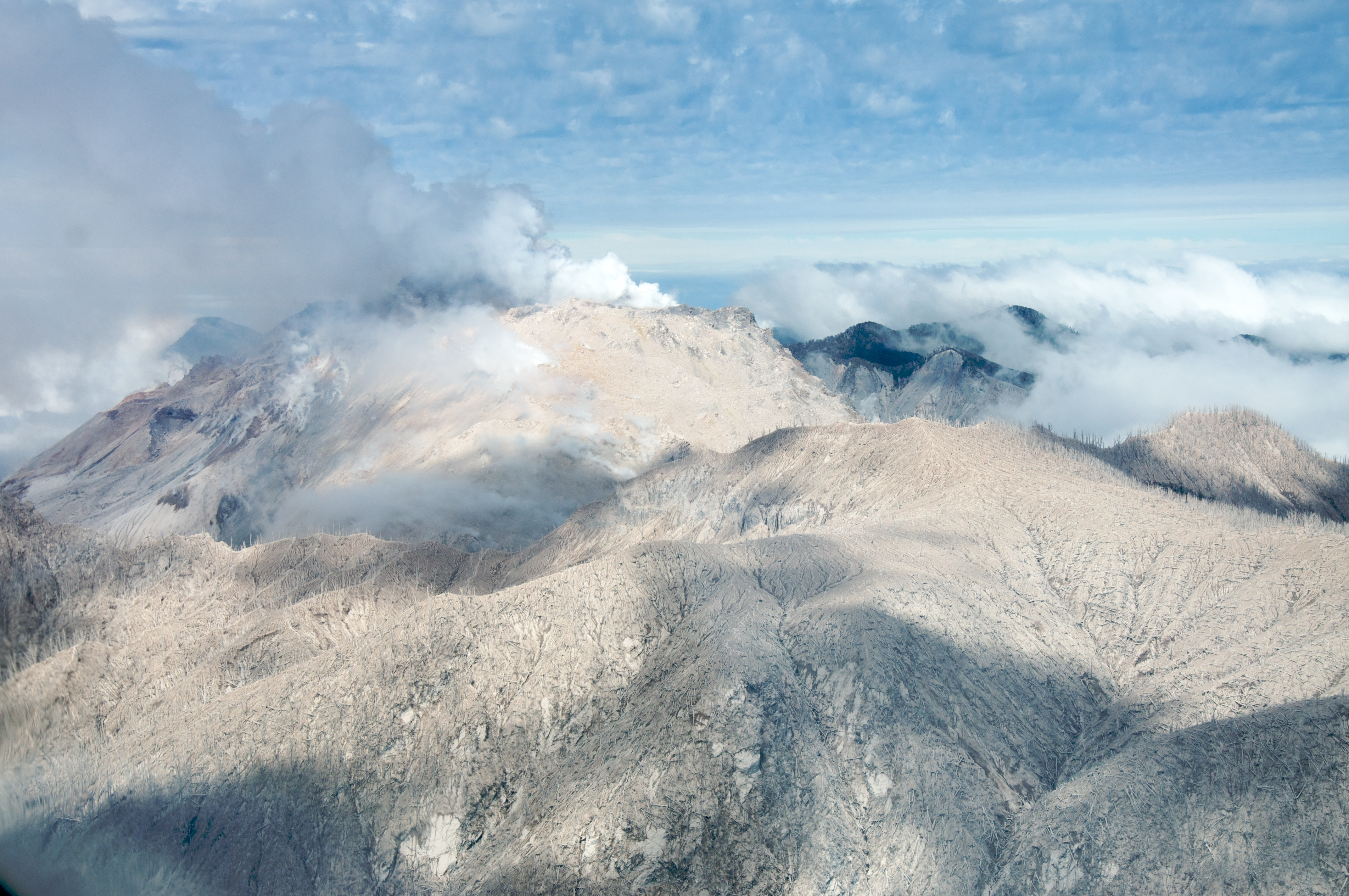
Alrededor de 2500 ha. de bosque nativo fueron arrasadas por los flujos piroclásticos en el flanco norte del volcán.

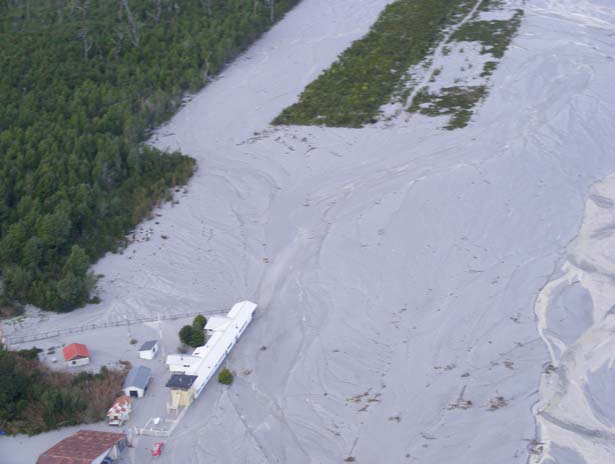
Aeródromo de Chaitén completamente inundado por las aguas del río Blanco, el 25 de mayo de 2008.

El escurrimiento de grandes volúmenes de sedimentos por parte de los ríos Blanco y Rayas, generó en sus desembocaduras un gran delta fluvial, desplazando la línea de costa varios metros mar adentro. Además la deriva litoral, con sentido sur-norte a lo largo de la costa chilena, acarreó grandes cantidades de agua contaminada por el material volcánico, afectando las faenas salmoneras de la zona. El Servicio Nacional de Pesca aprobó entonces el traslado de más de 3,5 millones de salmones a otros centros de cultivo.
Con ayuda de especialistas del Programa de Atención de Desastres Volcánicos, dependiente del Servicio Geológico de Estados Unidos, Sernageomin habilitó un nuevo centro de operaciones en la comuna de Queilén, en el archipiélago de Chiloé.
Dada la menor actividad volcánica, la intendencia de la Región de Los Lagos dispuso el 25 de mayo de 2008 la reducción del radio de exclusión a 24 kilómetros. La medida sólo permitió a los residentes del sector recuperar sus pertenencias y trasladar sus animales, no regresar a sus hogares.
El 26 de mayo de 2008, y gracias a los vientos predominantes, la pluma volcánica se dispersó preferentemente hacia el norte y noreste. Se reportó caída de cenizas en Hornopirén, Las Cascadas y levemente en Osorno, en la región de Los Lagos. Al día siguiente, Entre Lagos y Riñinahue (este último en la región de Los Ríos, a 300 kilómetros al norte del volcán) también se vieron afectados por los sedimentos. Varios vuelos de LAN Airlines hacia Puerto Montt, Temuco, Valdivia y Osorno fueron cancelados.
El polvo volcánico en suspensión no tardaría en dirigirse al cuadrante occidental del volcán, sobre el golfo Corcovado y el sector central de Chiloé insular. Durante todo el 1 de junio de 2008, una atmósfera extremadamente brumosa y precipitaciones de cenizas afectaron Queilén, Chonchi, Lelbún, Dalcahue y Castro.
En la jornada del 23 de junio de 2008, las autoridades redujeron nuevamente el área de prohibición, ahora a un radio de 15 kilómetros alrededor del volcán. Esto permitió que los habitantes de El Amarillo y Santa Bárbara regresaran a sus hogares.
El 26 de junio de 2008, el edil José Miguel Fritis se opuso a la realización de las elecciones municipales de ese año en Chaitén, dada la situación de crisis y la poca independencia de los votantes. Sin embargo, la promulgación de la ley 20295 permitió el funcionamiento de las mesas de la circunscripción en Puerto Montt, Castro, Ayacara y Villa Santa Lucía. Las elecciones se celebraron el 26 de octubre de 2008 y arrojaron a Pedro Vásquez como nuevo alcalde, con poco más del 50 % de los votos. Una decisión similar se tomó para las elecciones presidenciales y parlamentarias del año siguiente.
Tras más de dos años bajo la alerta máxima, el 2 de junio de 2010 Sernageomin decidió bajar el nivel de alerta a amarillo. La declinación del proceso eruptivo continuó, por lo que la vigilancia del Chaitén descendió finalmente a alerta verde el 10 de mayo de 2011.

## Reconstrucción
El 6 de mayo de 2008, la Presidenta de la República, Michelle Bachelet, designó al ministro de Defensa Nacional, José Goñi, como ministro en campaña, a fin de coordinar y supervisar las evacuaciones y la ayuda a los desplazados. Una semana más tarde, el ejecutivo nombró a Paula Narváez como delegada presidencial para la provincia de Palena, cargo que ostentó hasta el 5 de mayo de 2009.
Desde el 9 de mayo de 2008, Palena funcionó momentáneamente como capital de la provincia homónima, a la espera de la recuperación de Chaitén.
A tan sólo semanas de la erupción, el ministro de Obras Públicas, Sergio Bitar, el intendente de Los Lagos, Sergio Galilea, y el alcalde de Chaitén, José Miguel Fritis, coincidieron en que la ciudad debía ser reconstruida en su actual ubicación, y que las obras comenzarían una vez declinara la actividad eruptiva. La autoridad regional señaló también sus intenciones de convertir a Chaitén en la «Venecia de Chile».
Pese a que en un primer momento se anunció la construcción de 500 casas en el sector La Gruta, a escasos metros de la ciudad de Chaitén, Bitar aclaró que aún no estaba definido cómo y dónde se refundaría la comuna. La propia Presidenta Bachelet reafirmó estas declaraciones, señalando que en el más breve plazo posible habría una decisión sobre el destino de la localidad.
Las principales medidas administrativas para mejorar las condiciones de vida de los chaiteninos fueron un bono por familia de 500 mil pesos chilenos (además de 20 mil pesos adicionales por cada carga familiar); becas de arancel y de apoyo a los universitarios afectados durante el 2008; la condonación de intereses y multas, sumada a la postergación del pago de impuestos y obligaciones con el Fisco por parte de los desplazados; y la compra por parte del gobierno de las propiedades dañadas por la erupción, a precio comercial anterior al evento.
Uno de los sectores económicos más afectados por la catástrofe fue la agricultura, por lo que el respectivo ministerio destinó bonos de hasta 700 mil pesos a alrededor de 1140 productores. En contraparte, el arribo de turistas nacionales y extranjeros a Chaitén creció en un 50 %, en busca de turismo científico y de conocer de primera mano lo que aconteció en la ciudad.
Luego de recorrer la zona, tanto el titular de Obras Públicas como la de Vivienda y Urbanismo, Patricia Poblete, señalaron que Chaitén era inhabitable. Incluso Bitar aventuró que esta condición podría perdurar por al menos dos años.
Entre protestas de un centenar de desplazados, además de estudiantes y profesores, Bachelet visitó Los Lagos en junio de 2008 para ver personalmente los daños en Chaitén y participar en un encuentro de la Asociación Chilena de Municipalidades.
Los primeros estudios respecto de la relocalización de Chaitén indicaron que la solución estaba al norte de la ciudad, barajando tres opciones: dentro del parque privado Pumalín; un predio fiscal de 90 hectáreas contiguo a la localidad de Santa Bárbara (15 kilómetros al norte de Chaitén); o la recuperación del sector norte de la ciudad, que salió prácticamente ileso del desastre. El parque del estadounidense Douglas Tompkins fue la alternativa que tomó mayor fuerza, pese a que la Fundación Pumalín desmintió conversaciones con el gobierno.
A fines de enero de 2009, el ministro del Interior, Edmundo Pérez Yoma, descartó tajantemente la reconstrucción de Chaitén en su ubicación actual, a la vez que anunciaba a Futaleufú como la nueva capital provincial de Palena, trasladándose la gobernación que funcionó por nueve meses en Puerto Montt. La decisión del ejecutivo no cayó bien al electo alcalde Pedro Vásquez, que acusó falta de participación ciudadana, ni tampoco a los propios chaiteninos, que protestaron con banderas argentinas.
Si bien la consultoría elaborada por las universidades Católica y Austral destacaba los beneficios de la reconstrucción en Bahía Pumalín (en especial las condiciones para ubicar el indispensable puerto), las autoridades decidieron que la nueva Chaitén sería instalada en Santa Bárbara. Los informes también revelaron que el nuevo asentamiento tardaría como mínimo cuatro años en volver a la normalidad.
Tanto la diócesis de Ancud como el Ejército de Chile cedieron sus predios en Santa Bárbara para comenzar con la refundación. Desde junio de 2009, se levantaron instalaciones provisorias para el municipio, Carabineros, la Armada y un futuro centro de salud, además de la habilitación de los servicios básicos y las redes de telecomunicaciones. En octubre de 2009, la Dirección General de Aeronáutica Civil habilitó un aeródromo provisorio para todo tipo de vuelos. Se proyectó que la nueva Chaitén comenzaría a construirse oficialmente a mediados de 2010.
Bajo el primer gobierno del Presidente Sebastián Piñera, se inició un sumario administrativo a cargo del nuevo intendente de Los Lagos, Juan Sebastián Montes, que arrojó diversas irregularidades en el pago del bono Chaitén, y no sólo responsabilizaría al gobierno regional y a las municipalidades de las zonas afectadas, sino también a los ministerios de Interior y Planificación (actual ministerio de Desarrollo Social) e incluso a la delegación presidencial.
Si bien el presidente Piñera ratificó inicialmente la reubicación de la capital en Santa Bárbara, a fines de 2010 se decidió priorizar el casco norte de Chaitén como núcleo de la reconstrucción, deteniendo indefinidamente el proyecto impulsado por la administración anterior. El gobierno prometió una inyección de 4600 millones de pesos de inversión directa para el enrrocamiento del río Blanco, además de otros cinco mil millones para trabajos de conectividad de la ciudad.
Tras las operaciones de limpieza del fondo marino, con la ayuda del buque draga Ernesto Pinto Lagarrigue, en diciembre de 2010 se normalizó el tráfico de embarcaciones entre Chaitén y Puerto Montt. A principios de 2011, fueron restablecidos los servicios básicos en Chaitén Norte. El 14 de marzo de 2011, a casi tres años de la erupción, se reiniciaron las clases en el colegio Juan José Latorre de Chaitén.
Ya en el segundo gobierno de Michelle Bachelet, y en el marco del plan de rehabilitación de Chaitén, fueron demolidas 62 viviendas que representaban un peligro para los habitantes. Le siguieron la reposición de numerosos servicios públicos, como la fiscalía de Chaitén, tras funcionar temporalmente en Futaleufú desde la erupción, y el área ambulatoria del hospital de la ciudad.
Luego de tres años en construcción y cerca de 20 mil millones de pesos en inversión, el 25 de enero de 2015 se puso en marcha el nuevo aeródromo de Chaitén, ubicado a 23 kilómetros de la ciudad.
El plan de reconstrucción habitacional durante el segundo mandato de la presidenta Bachelet contempla la edificación de 240 viviendas, en tanto que el proyecto de reconstrucción total tomará cinco años y contará con una inversión de 66 mil millones de pesos, de acuerdo al informe preparado por la delegada presidencial para la reconstrucción Paula Forttes, que desempeñó el cargo entre el 19 de marzo de 2014 y el 17 de marzo del año siguiente, luego de asumir como Directora Sociocultural del gobierno.